# Blatina kraj Sobre (Mljet)
Blatina kraj Sobre (Mljet) este o arie protejată (sit de importanță comunitară — SCI) din Croația întinsă pe o suprafață de 10,6 ha, integral pe uscat.

## Localizare
Centrul sitului Blatina kraj Sobre (Mljet) este situat la coordonatele 42°43′50″N 17°36′02″E / 42.73056°N 17.600677°E.

## Înființare
Situl Blatina kraj Sobre (Mljet) a fost declarat sit de importanță comunitară în iulie 2013 pentru a proteja 1 specie de animale.

## Biodiversitate
Situată în ecoregiunea mediteraneană, aria protejată conține 1 habitat natural: Ape puternic oligomezotrofe cu vegetație bentonică cu Chara spp..
La baza desemnării sitului se află o specie protejată de  nevertebrate: Lindenia tetraphylla.
Pe lângă speciile protejate, pe teritoriul sitului au mai fost identificate 1 specie de nevertebrate.